# Museo Nusantara
El Museo Nusantara (neerlandés: Museum Nusantara) fue una institución museística sobre las Indias Orientales Neerlandesas situada en el número 4 de la plaza Sint Agathaplein, en la ciudad neerlandesa de Delft.
La colección estaba compuesta por arte y utensilios tradicionales de Indonesia, y tenía la intención de brindar una idea de la historia y la cultura de los diversos grupos étnicos de ese país.
Además, fue una muestra de las relaciones existentes durante cuatro siglos entre Indonesia y los Países Bajos, después de que en 1595 partiera la primera frota neerlandesa hacia las Indias Orientales y en 1602 se estableciera la Compañía Neerlandesa de las Indias Orientales (VOC).

## Historia

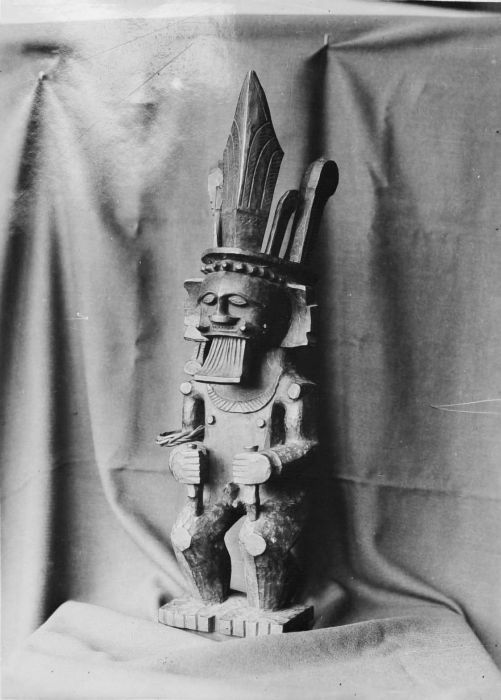
Estatuilla masculina de madera, expuesta en el Museo Nusantara

En 1864, el Consejo Municipal de Delft decidió crear una institución para la educación en lingüística y en etnología de las Indias Orientales Neerlandesas, vinculada también a la Escuela Politécnica de Delft (actual Universidad de Tecnología de Delft). Este organismo, llamado Institución Indiana (Indische Instelling), creó una colección inicial de objetos para utilizar en ese proceso educativo, que constituyó el núcleo de los fondos del posterior Museo Nusantara. El proyecto educativo finalizó en 1899, cuando la colección contaba con unos 5000 objetos.
En 1909 la exposición se instaló provisoriamente en el Museo Prinsenhof. En 1911 se abrió oficialmente el museo etnográfico con el nombre de Nusantara, con sede en Sint Agatha Plein, al que se trasladaron los fondos del Prinsenhof.
A partir de ahí, la colección continuó agrandándose hasta llegar a los 18 000 objetos, 16 000 fotografías y soportes de imagen, y 8000 fondos bibliográficos relativos a Indonesia.
En 1954 se fundó la Asociación de Amigos del Museo Etnográfico, y en 1962 la Fundación para la Propiedad del Arte Etnográfico, con la misión de conseguir fondos económicos y adquirir nuevas piezas para el museo.
En el marco de la reestructuración del uso de edificios e instituciones municipales, el Ayuntamiento de Delft, propietario del edificio y de la colección, decidió el cierre del museo el 6 de enero de 2013. En abril de 2014 se anunció que la antigua colección del Museo Nusantara sería dividida provisionalmente entre diversos museos, entre otros el Museo Prinsenhof, también de Delft, y el Museo Volkenkunde, de Leiden, aunque existe un proyecto para reabrir del museo, pendiente de concreción.